# Carsten Wüst
Carsten Wüst (* 8. Juni 1992) ist ein deutscher Säbelfechter.

## Leben
Carsten Wüst begann seine fechtsportliche Laufbahn im Jahre 1998 beim Königsbacher SC. Zum 1. August 2015 wechselte er an den Olympiastützpunkt beim Fecht-Club Tauberbischofsheim, wo er bis zum 21. August 2018 aktiv war. Seit dem 22. August 2018 ist Wüst für Future Fencing Werbach aktiv.

## Sportliche Erfolge
Wüst konnte bei den Deutschen Fechtmeisterschaften 2016, 2017 und 2018 jeweils die Bronzemedaille mit der Säbel-Mannschaft des Fecht-Clubs Tauberbischofsheim erringen. Laut FIE erreichte Wüst in der Saison 2016/17 international 6 Weltcuppunkte. Wüst war von 2016 bis 2017 Mitglied des B-Kaders, das heißt des höchsten deutschen Bundeskaders der Säbelfechter.